# Dohi Keizō

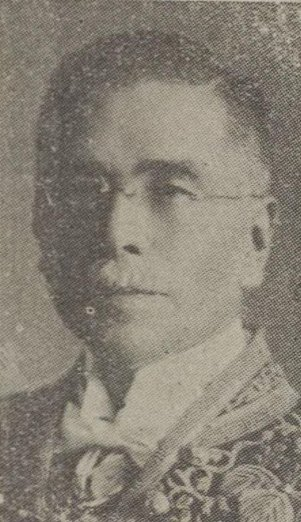
Dohi Keizō

Dohi Keizō (japanisch 土肥 慶蔵, sein Go: Gakken (鶚軒); geboren 20. Juni 1866 in der Provinz Echigo; gestorben 6. November 1931) war ein japanischer Dermatologe und Venerologe.

## Leben und Werk
Dohi Keizō wurde in der Provinz Echigo geboren. 1890 machte er an der Universität Tokio seinen Studienabschluss im Fach Medizin. 1893 ging er nach Europa, wo er sich in Deutschland, Frankreich und Österreich weiterbildete. In Wien studierte er unter dem bekannten österreichischen Dermatologen Moritz Kaposi (1837–1902). Nach seiner Rückkehr wurde er 1898 Professor an seiner Alma Mater, trennte die Dermatologie und Venerologie von der Urologie und machte sie zu einem eigenständigen Fach in Japan.                                 
Neben der Beschreibung neuer Hautkrankheiten leistete Dohi Pionierarbeit bei Behandlungsmethoden und veröffentlichten Lehrbücher und Bildbände auf der Grundlage japanischer Fälle. Die „Japanese Dermatological Association“ (日本皮膚科学会, Nihon hifuka gakkai) wurde gegründet, die dann eine Zeitschrift veröffentlichte. Weiter wurde die „Japan Hanayagi Disease Prevention Association“ (日本花柳病予防会, Nihon Hanayanagi-byō yobōkai), die heutigen „Japanese Foundation for Sexual Health Medicine“ (性の健康医学財団, Sei no kenkō igaku zaidan),  gegründet, um durch die Publikation aufklärender Zeitschriften mehr gegen Syphilis und andere Geschlechtskrankheiten zu tun. Doji engagierte sich auch in Krankheiten wie Lepra.
Dohi führte die Technik des Moulage, der Modellierung in Wachs, in Japan ein, um Hautkrankheiten darzustellen. Das war ein großer Beitrag zur medizinischen Ausbildung, ist heute jedoch durch modernere Methoden überholt. Er setzte sich für die neue westliche Ausbruchstheorie der Syphilis und schloss die alte japanische Ausbruchstheorie aus. Er war Mitglied der „Central Health Association“ (中央衛生会, Chūō eisei kai) und stellvertretender Vorsitzender der „Japanese Foundation for Cancer Research“ (癌研究会 Gan kenkyūkai) und erhielt 1927 den Preis der Akademie der Wissenschaften für seine Arbeit „Baidoku no kigen ni tsuite no kenkyū“ (黴毒の起源に就ての研究) – „Forschung, den Ursprung der Syphilis betreffend“.
Weitere Schriften sind „Hifu kagaku“ (皮膚科学) – „Dermatologie“, „Nihon Hifu-byō baidoku zufu“ (日本皮膚病黴毒図譜) – „Bildersammlung zu Hauterkrankungen und Syphilis“ und  „Sekai baidoku-shi“ (世界黴毒史) – „Weltgeschichte der Syphilis“.